# Eustala semifoliata
Eustala semifoliata là một loài nhện trong họ Araneidae.
Loài này thuộc chi Eustala. Eustala semifoliata được Octavius Pickard-Cambridge miêu tả năm 1899.